# Séailles
Séailles – miejscowość i gmina we Francji, w regionie Oksytania, w departamencie Gers.
Według danych na rok 1990 gminę zamieszkiwały 72 osoby, a gęstość zaludnienia wynosiła 9 osób/km² (wśród 3020 gmin regionu Midi-Pyrénées Séailles plasuje się na 991. miejscu pod względem liczby ludności, natomiast pod względem powierzchni na miejscu 1245.).